# Episodi di Faking It - Più che amiche (prima stagione)
La prima stagione della serie televisiva Faking It - Più che amiche è andata in onda negli Stati Uniti d'America sul canale MTV dal 22 aprile al 10 giugno 2014.
In Italia è stata trasmessa in prima TV su MTV dal 24 settembre 2014 al 16 novembre 2014.
| nº | Titolo originale           | Titolo italiano              | Prima TV USA   | Prima TV Italia   |
| -- | -------------------------- | ---------------------------- | -------------- | ----------------- |
| 1  | Pilot                      | Faking It                    | 22 aprile 2014 | 24 settembre 2014 |
| 2  | Homecoming Out             | Il ballo del coming out      | 29 aprile 2014 | 1º ottobre 2014   |
| 3  | We Shall Overcompensate    | Un fidanzato segreto per Amy | 6 maggio 2014  | 8 ottobre 2014    |
| 4  | Know Thy Selfie            | Non è quello che sembra      | 13 maggio 2014 | 15 ottobre 2014   |
| 5  | Remember the Croquembouche | Weekend tra ragazze          | 20 maggio 2014 | 22 ottobre 2014   |
| 6  | Three to Tango             | Tango a tre                  | 27 maggio 2014 | 29 ottobre 2014   |
| 7  | Faking Up Is Hard to Do    | Le verità nascoste           | 3 giugno 2014  | 29 ottobre 2014   |
| 8  | Burnt Toast                | Il momento della verità      | 10 giugno 2014 | 16 novembre 2014  |

## Faking It
- Titolo originale: Pilot
- Diretto da: Jamie Travis
- Scritto da: Carter Covington

### Trama
Amy e Karma sono migliori amiche. Nella loro scuola, la Hester, dove più si è emarginati più si è popolari, Karma finge di essere diventata cieca cercando di essere invitata al party esclusivo di Shane, un ragazzo gay molto popolare, ma fallisce nell'intento quasi subito. Durante una discussione con Lauren, la sorellastra di Amy, le due incontrano Shane e Liam, il suo migliore amico, e venendo scambiate per lesbiche sono invitate al party dei più popolari della scuola. Karma si infatua di Liam ed insiste per rimanere al party nonostante Amy voglia andarsene. Quest'ultima viene avvicinata da Shane e cerca di dirgli che lei e Karma non sono gay, ma Shane, credendo che abbiano paura del coming out le propone come reginette del ballo, in concorrenza con Lauren ed il suo fidanzato, ottenendo molti consensi tra gli studenti. Il giorno dopo Amy vuole spiegare il malinteso a tutti, ma Karma invece vorrebbe approfittare della situazione per diventare tra le più popolari della scuola e per far cadere Liam ai suoi piedi. Dopo una discussione Karma convince Amy a continuare la sceneggiata, ma dopo aver visto Karma e Liam baciarsi nel cortile vuoto della scuola si tira di nuovo indietro e litigano. Parlando con Liam, Karma si rende conto di essere stata un'egoista nei confronti di Amy, la quale ha sempre fatto di tutto per lei, e decide di scusarsi. Amy decide dunque di aiutarla e continuare la loro finta relazione, presentandosi insieme all'assemblea per il dibattito come candidate reginette del ballo. Ma Lauren, avendo origliato la lite tra Amy e Karma, rivela che le due stanno fingendo, e per fugare ogni dubbio, Amy bacia Karma davanti a tutti ottenendo ancora più consensi.
- Ascolti USA: telespettatori 1 170 000

## Il ballo del coming out
- Titolo originale: Homecoming Out
- Diretto da: Jamie Travis
- Scritto da: Carter Covington

### Trama
L'episodio si apre con un sogno complicato di Amy, il quale inizia con Karma e Liam che si baciano appassionatamente; lei gli rivela che Amy non è la sua ragazza, ma improvvisamente il telefono sveglia Karma che, rigirandosi nel letto, bacia Amy. Interviene ancora una volta la sveglia che riporta Amy alla realtà. Nel frattempo Lauren, che non è stata convinta dal bacio all'assemblea, ricatta Amy per avere la sua stanza, minacciando di dire a sua mamma che è lesbica. Karma invece l'ha già rivelato ai suoi genitori i quali, essendo fissati con l'essere alternativi a tutti i costi, ne sono contentissimi (sono già iscritti all'associazione dei genitori di omosessuali); questo convince Amy, dopo un bisticcio con Karma, a continuare la finzione. Intanto il ballo scolastico è stato modificato ne "Il ballo del coming out": i gay entrano gratis. Karma e Liam a continuano a vedersi in segreto e lui vuole arrivare al punto, ma vengono interrotti; Farrah, la madre di Amy, crede che sua figlia vada al ballo con un ragazzo, quindi Amy invita Shane a casa sua prima della festa per fare delle foto fingendosi il suo fidanzato. I due scoprono che Farrah ha ottenuto l'incarico di fare un servizio sulle reginette lesbiche della Hester, perciò cercano invano di impedire che lei arrivi al ballo bucando le ruote del furgone della televisione per cui lavora. Nel frattempo Liam e Karma si rifugiano in macchina per concludere, ma lei capisce che lui vuole solo andare con una lesbica quindi, per non rovinare la sua prima volta, lei torna alla festa con una scusa lasciandolo piuttosto stupito. Dentro intanto arriva Farrah con le telecamere e Amy la sconvolge trovando il coraggio di fare coming out in diretta tv, così Lauren dovrà tenersi la stanza piccola. Liam non può rivelare a Shane chi è la ragazza che l'ha rifiutato, mentre Karma rassicura Amy sul fatto che sia ancora vergine, dicendole che, per avere una prima volta speciale, vuole far innamorare Liam. Amy rimane stupita.
- Ascolti USA: telespettatori 860 000

## Un fidanzato segreto per Amy
- Titolo originale: We Shall Overcompensate
- Diretto da: Jamie Travis
- Scritto da: Drew Hancock

### Trama
- Ascolti USA: telespettatori 930 000

## Non è quello che sembra
- Titolo originale: Know Thy Selfie
- Diretto da: Claire Scanlon
- Scritto da: Megan Hearne

### Trama
Per via dei sentimenti che prova amy per karma si fa aiutare da Shane per testare il suo grado di omosessualità mentre Liam confessa a karma della donna che lo accusava di avere una relazione
- Ascolti USA: telespettatori 860 000

## Weekend tra ragazze
- Titolo originale: Remember the Croquembouche
- Diretto da: Claire Scanlon
- Scritto da: Carrie Rosen

### Trama
- Ascolti USA: telespettatori 890 000

## Tango a tre
- Titolo originale: Three to Tango
- Diretto da: Claire Scanlon
- Scritto da: George Northy

### Trama
- Ascolti USA: telespettatori 950 000

## Le verità nascoste
- Titolo originale: Faking Up Is Hard to Do
- Diretto da: Jamie Travis
- Scritto da: Wendy Goldman

### Trama
Karma cerca di evitare l'argomento della cosa a tre con Amy, ma lei è convinta che la sua migliore amica sia fuggita per colpa del bacio tra lei e Liam, anche se Karma nega. Per evitare che le cose vadano troppo oltre, Karma è decisa a chiudere la finta relazione con Amy e tenta di far credere a tutta la scuola che si stanno allontanando, anche se Amy non vuole, ma per un malinteso la voce della rottura si espande subito in tutta la scuola. Karma litiga con Liam, che crede sia sua la colpa, poi convince Amy a rilasciare con lei un'intervista in cui racconteranno una scusa per far capire che si stanno lasciando amichevolmente. Intanto Tommy racconta a Lauren e alle sue amiche della cosa a tre e anche l'intervistatrice viene a saperlo; durante la registrazione delle risposte, Amy cerca di recuperare la finta relazione mentre Karma fa di tutto per chiuderla. Nel frattempo Lauren chiama a raccolta tutte le ex di Liam per umiliarlo ancora di più e crearsi un gruppo che la appoggi. Liam è ancora convinto che la colpa della rottura tra Amy e Karma sia sua ma Shane, che conosce i sentimenti di Amy, cerca di tirarlo su di morale ed è pronto a creare un altro scandalo colpendo Lauren, anche se Liam non vuole; così, dopo che Oliver ha invitato Amy a pranzo, Shane viene a sapere dalle amiche di Lauren che lei prende di nascosto delle pillole. Karma torna dall'intervistatrice per tentare di discolpare Liam riguardo alla rottura, ma lei le mostra una foto dove sembra che Liam ed Amy si tengano per mano, quindi Karma si inventa un'altra balla. Dopodiché litiga con Amy, che si è decisa a rompere la relazione seriamente dopo aver capito che Karma pensa solo a Liam ed è gelosa di lei. Shane fa circolare la voce delle pillole; Karma commuove tutta la scuola con un discorso toccante in cui si prende la colpa di tutte le dicerie su Liam ed Amy, che si conclude con la riapertura della finta relazione tra le ragazze e la cosa delude molto Oliver. Volendo fare la cosa giusta, Karma pensa che lei ed Amy debbano comunque rompere perché non avrebbe dovuto coinvolgerla nella messinscena, ma meglio aspettare qualche settimana. Karma va nel laboratorio di arte per sistemare le cose con Liam e restare almeno amici: gli rivela che tra lei ed Amy è finita e i due finiscono per fare sesso.
- Ascolti USA: telespettatori 980 000

## Il momento della verità
- Titolo originale: Burnt Toast
- Diretto da: Jamie Travis
- Scritto da: Carter Covington

### Trama
Ha luogo il matrimonio tra la madre di Amy e il padre di Lauren, e ovviamente Karma vi partecipa. Shane fa vedere una foto del suo 'ragazzo', che si trova al matrimonio in quanto accompagnatore di Lauren, a Liam, che intravede Karma e decide di infiltrarsi assieme all'amico, fingendosi camerieri. Karma incontra Liam di nascosto, ma quando sente la canzone sua e di Amy, lo lascia lì dov'erano per andare a ballare con l'amica. La madre di Amy la riprende per questo atteggiamento, a suo dire, poco consono. Amy deve fare il discorso da figlia della sposa, dopo Lauren che tra l'altro le ha rubato le battute. Non vede Karma tra le persone lì ad ascoltare (perché si è appartata con Liam) e viene presa dall'ansia. Quando Karma esce Amy decide di non seguire i cartoncini preparati in precedenza e di parlare col cuore. Ciò che dice è praticamente una confessione del suo amore per Karma: "Mamma, Bruce, siete fortunati. vi siete innamorati del vostro migliore amico (...). Ucciderei per passare il resto della mia vita con quella persona". Una volta finita la cerimonia Amy e Karma si ritrovano in camera della prima e Karma tenta di affrontare il discorso, perché ha capito a cosa si stava davvero riferendo la sua migliore amica. Quando Karma dice ad Amy So quando menti, lei le risponde che non è così, poiché si sarebbe dovuta accorgere che stava mentendo dal bacio nella palestra. Allora Amy tenta di coinvolgere Karma, le dice che questi sentimenti sono spaventosi all'inizio, ma che bisognerebbe provarci. Karma è restia e Amy allora conclude in lacrime con un "Ti amo!" Karma le risponde, anche lei in lacrime " Anch'io, più di chiunque altro sulla faccia della terra, solo non in questo modo." facendo capire che per lei è solo un'amica, e confessando di essere andata a letto con Liam. Amy lascia la stanza in lacrime e arrabbiata, viene avvicinata da Lauren, che le offre un pezzo di torta e con cui si ubriaca, continuando a bere anche a festa finita. Alla fine della puntata un colpo di scena con Liam, che a sua volta si è ubriacato: lui ed Amy finiscono a letto insieme.
- Ascolti USA: telespettatori 960 000